# Lobo frontal

Animação mostrando o lobo frontal esquerdo de um cérebro humano.

O lobo frontal é um dos cinco lobos do cérebro humano ou cortéx cerebral. Estende-se do pólo anterior do cérebro (pólo frontal) até ao sulco central (ou sulco de Rolando).

## Superfície súpero-lateral
Na superfície súpero-lateral, o sulco lateral (ou sulco de Sylvius) separa-o do lobo temporal.
Apresenta três sulcos que delimitam quatro circunvoluções (ou giros):
- O sulco pré-central – paralelo e anterior ao sulco central;
- O sulco frontal superior – anterior e perpendicular ao sulco pré-central;
- O sulco frontal inferior – anterior e perpendicular ao sulco pré-central e inferior e paralelo ao sulco frontal superior.

Quatro giros fazem parte desta superfície:
- O giro pré-central, que é anterior ao sulco central e paralelo ao mesmo e estende-se até ao sulco pré-central;
- O giro frontal superior;
- O giro frontal médio;
- O giro frontal inferior.

Estes três últimos estão orientados paralelamente uns em relação aos outros e perpendicularmente em relação ao sulco pré-central
- O giro frontal superior continua na superfície medial até ao sulco cingulado. Localiza-se acima do sulco frontal superior.
- O giro frontal médio entre os sulcos frontais superior e inferior
- O giro frontal inferior está inferiormente ao sulco frontal inferior, sendo invadido pelos ramos anterior e ascendente do sulco lateral que o divide em três partes:

- Parte Orbital – inferiormente ao ramo anterior é a mais anterior e continua com a superfície inferior (orbital) do lobo frontal.
- Parte Triangular – entre o ramo anterior e o ascendente, logo encontrando-se entre as outras duas porções.
- Parte Opercular – posteriormente ao ramo ascendente, é a mais posterior e forma parte do opérculo frontal.

O giro frontal inferior apresenta duas porções distintas em termos de funcionalidade:
- Parte inferior e medial – relacionada com o sistema límbico, apresentando relações com o hipocampo através do feixe unciforme.
- Parte lateral – relacionada com os mecanismos de memória recente, sendo uma zona de associação.

## Superfície medial
Na superfície medial estende-se até ao sulco cingulado e posteriormente por uma linha imaginária que o liga ao topo do sulco central. Inferiormente é contínuo com a parte orbital do lobo frontal, que tem esta designação por se localizar sobre a órbita.
A zona demarcada pelo sulco do cíngulo superiormente à circunvolução cingulada é, com excepção da extremidade posterior, parte do lobo frontal. Esta parte do lobo frontal é dividida numa porção anterior e noutra posterior por este sulco, e constitui parte da circunvolução frontal medial e do lóbulo paracentral respectivamente.

## Superfície inferior
A parte orbital (inferior) do frontal é ocupada de lateral para medial:
- Giro orbital ou cortex orbitofrontal;
- Bolbo olfactivo e fita olfactiva (sobre o sulco olfactivo);
- Giro recto.

## Lóbulo paracentral
O lóbulo paracentral é a extensão dos giros pré-central e pós-central do lobo frontal e lobo parietal, respectivamente, para a parte medial do hemisfério.

## Áreas funcionais
O lobo frontal contém quatro áreas funcionais:
1. Centro primário motor – Constitui a maioria da circunvolução pré-central. Contém muitas das células que originam as vias motoras descendentes e está envolvido na iniciação dos movimentos voluntários.
2. Áreas pré-motoras e motoras suplementares – Ocupam o restante do giro pré-central com porções adjacentes das circunvoluções frontais superior e média. Estão também funcionalmente relacionadas com a iniciação dos movimentos voluntários.
3. Área de Broca – Está contida nas porções opercular e triangular da circunvolução frontal inferior. Localiza-se preferencialmente num só hemisfério – geralmente o esquerdo. É importante para a produção da escrita e da linguagem falada. É considerada a par com a área de Wernicke uma zona perisilviana da linguagem.
4. Córtex pré-frontal – Todo o restante lobo frontal (que não é circunvolução pré-central). Relacionado com a personalidade.